# Шварцман, Полетт
Полетт Шварцман (19 ноября 1894, Каменец-Подольский — около 1953 или 1953, Буэнос-Айрес) — аргентинская, ранее французская, шахматистка.
Семикратная чемпионка Франции (1927, 1928, 1929, 1931, 1933, 1935, 1938). Участница двух турниров на звание чемпионки мира (1933 и 1939). Ввиду начала Второй мировой войны осталась в Аргентине, где также несколько раз становилась чемпионкой страны (1948, 1949, 1950, 1953).